# Nobutake Kondō
Pour les articles homonymes, voir Kondō.
Dans ce nom japonais, le nom de famille, Kondō, précède le nom personnel mais cet article utilise l'ordre occidental où le prénom précède le nom..
Nobutake Kondō (近藤 信竹, Kondō Nobutake), né le 25 septembre 1886 à Osaka et mort le 19 février 1953, est un amiral de la Marine impériale japonaise. Il a participé à la  seconde guerre sino-japonaise, pendant laquelle il a commandé la 5e flotte de la Marine impériale japonaise. Pendant la guerre du Pacifique, à la tête de la 2e Flotte, il a eu un rôle très important pendant l'offensive japonaise de décembre 1941 à avril 1942, à la bataille de Midway, à la bataille de Guadalcanal, à la campagne de Nouvelle-Guinée, à la campagne des îles Salomon, ne le cédant qu'à l'amiral Yamamoto. Promu amiral fin avril 1943, il est nommé, en décembre 1943, Commandant-en-Chef de la Flotte de la Zone de Chine (en) (支那方面艦隊, Shina Hōmen Kantai) par le Conseil de guerre suprême, poste qu'il occupera jusqu'en mai 1945.

## Carrière

### Avant la Guerre du Pacifique
Diplômé en 1907 de l'Académie navale impériale du Japon dans la 35e promotion, classé major de 172 élèves, il effectue son service d'aspirant (midship, Shōi Kōhosei), sur le croiseur protégé  Itsukushima, et sur le cuirassé pré-dreadnought Mikasa. Nommé enseigne de 2e classe (Shōi), en 1908, il embarque sur le croiseur protégé Aso (ex-russe Bayan) et suit les cours de l'École de Canonnage. Promu enseigne de 1re classe (Chūi) fin 1910, il suit les cours de l'École de Torpillage, puis sert sur le destroyer de 3e classe Kisaragi. Il rejoint le Commandement des Constructions Navales et à ce titre suit la construction au Royaume-Uni, à partir de 1912, du croiseur de bataille Kongō, sur lequel il embarque en 1913. Promu lieutenant de vaisseau (Daii) fin 1913,  il suit les premiers cours de l'École de Guerre navale, se spécialise à l'École de Canonnage, puis rejoint l'arsenal de Kure où il suit la construction du cuirassé Fusō. Il rejoint l'état-major de la 2e Flotte, puis de la 1re Flotte, il est officier canonnier sur le croiseur protégé Akitsushima, puis termine la scolarité de l'École de Guerre navale (19e promotion). Promu capitaine de corvette (Daii ) en 1919, il est attaché à l'État-Major Général de la Marine, puis de 1920 à 1923 réside en Suisse puis en Allemagne, comme membre de la délégation japonaise chargée de suivre l'exécution par l'Allemagne des clauses du Traité de Versailles. Chef des opérations sur le cuirassé Mutsu, il est promu capitaine de frégate (Chūsa) le 1er décembre 1924. Jusqu'en 1926, il est aide de camp du Prince héritier Hiro-Hito. Il rejoint l'État-Major Général de la Marine (E-M.G.M.), puis il est ensuite instructeur à l'École de Guerre navale et à l'école militaire impériale du Japon de l'Armée japonaise. Il est promu capitaine de vaisseau (Daisa) le 1er décembre 1927. Il reçoit, fin 1929, le commandement du croiseur lourd Kako, puis il est chef de la 1re section du 1er Bureau de l'État-Major Général de la Marine. En 1932, il est nommé commandant du Kongō. Promu contre-amiral le 15 novembre 1933, il est instructeur-en-chef à l'École de Guerre navale, puis chef d'état-major de la Flotte Combinée et de la 1re Flotte. Chef du 1er Bureau de l'État-Major Général de la Marine, il est promu vice-amiral le 1er décembre 1937. Le 15 décembre 1938, il est nommé commandant en chef de la 5e Flotte, qui opère alors dans les eaux chinoises, dans le cadre de la guerre sino-japonaise (1937-1945). À ce titre, il commande les forces navales japonaises qui débarquent sur l'île de Haïnan (en) (9-11 février 1939), et participent à l'occupation de Swatow (en), pour renforcer le blocus de Canton (21-27 juin 1939). Le 21 octobre 1939, il succède au vice-amiral Koga comme Vice-Chef d'État-Major Général de la Marine, et le 1er septembre 1941, il succède une nouvelle fois au vice-amiral Koga comme Commandant-en-Chef de la 2e Flotte japonaise.

### L'offensive japonaise en Asie du Sud-Est (décembre 1941-avril 1942)
La 2e flotte était traditionnellement, depuis 1903, la « force mobile » de la Marine Impériale japonaise, alors que la 1re flotte était constituée autour des cuirassés. En décembre 1941, la Force Mobile (Kidō Butai) est constituée des porte-avions du vice-amiral Nagumo, l'amiral Yamamoto, sur le cuirassé Nagato, est à la tête des huit cuirassés de la 1re Flotte. Le vice-amiral Kondō qui a mis sa marque sur l'Atago, le 29 novembre, dispose de  trois croiseurs de la 4e Division (outre son navire amiral, les Takao et Maya), de deux cuirassés rapides de la 3e division, Kongō et Haruna, de la 11e Flotte Aérienne, c'est-à-dire d'une aviation navale constituée de bombardiers “Nell” et “Betty” basés à terre, aux ordres du vice-amiral Tsukahara.
Alors que la 2e Flotte, opérant à partir du mouillage de la baie de Cam Ranh, sur la côte sud-est de l'Indochine française, couvre les premiers débarquements japonais en Thaïlande et en Malaisie, la 22e Flottille aérienne de la 11e Flotte, basée sur l'aérodrome de Tan son nhut, à proximité de Saïgon, réussit à couler le cuirassé moderne HMS Prince of Wales et le croiseur de bataille HMS Repulse, le 10 décembre 1941. Elle couvre également les débarquements aux Philippines, à la fin du mois de décembre, puis à partir du mois de janvier, elle relâche à Mako, avant de gagner Palaos, dans les Carolines Occidentales, d'où elle va couvrir l'attaque des Indes Orientales Néerlandaises et assurer la couverture éloignée du bombardement de Port Darwin, le 19 février, par les porte-avions du vice-amiral Nagumo. 
C'est une période faste pour la Marine Impériale japonaise, dont les amiraux  subordonnés au vice-amiral Kondō s'illustrent, tels Jisaburō Ozawa et Shōji Nishimura, à l'attaque de Java, Takeo Takagi et Takeo Kurita aux batailles de la mer de Java et du détroit de la Sonde, tandis que le vice-amiral Kondō, qui a la responsabilité de l'ensemble des opérations, participe personnellement du 25 février au 4 mars, à la traque des navires qui fuient Java. Après une inspection en baie de Staring (en), dans les Célèbes, le vice-amiral Kondō, en relâchant à Balikpapan (Bornéo), Macassar, Singapour, Penang, et Cam Ranh, rentre à la mi-avril au Japon.

### Midway, Guadalcanal et la campagne des Salomon
Dans les premiers mois de 1942, les porte-avions américains ont effectué des raids de bombardement sur des positions tenues par les Japonais dans la Pacifique central (les îles Marshall, l'atoll de Wake, l'île Marcus, les îles Gilbert), avec des résultats mitigés, .  Mais l'U.S. Navy va frapper un coup d'une valeur symbolique beaucoup plus forte, à la mi-avril, avec le raid sur Tokyo. L'amiral Yamamoto 
réussit alors à convaincre le Haut Commandement japonais de rechercher une « bataille décisive », en allant débarquer sur l'atoll de Midway, pour amener la Flotte 
américaine du Pacifique à sortir de Pearl Harbor. Début juin 1942, quatre porte-avions aux ordres du vice-amiral Nagumo doivent bombarder les terrains d'aviation américains sur l'atoll, et couvrir le débarquement d'une force japonaise transportée par douze transports, escortés par la 2e Flotte du vice-amiral Kondō, qui compte deux cuirassés rapides, un porte-avions léger et huit croiseurs lourds. Mais l'amiral Nimitz, commandant de la Flotte américaine du Pacifique, renseigné grâce au déchiffrement du code japonais, a envoyé trois porte-avions prendre position au nord-est de Midway. Le 4 juin, les quatre grands porte-avions du vice-amiral Nagumo sont surpris par l'aviation embarquée américaine, mis hors de combat, et coulés dans la nuit ou le matin suivant. Le 5 juin, deux des croiseurs qui font partie de la 2e Flotte du vice-amiral Kondō, s'abordent, à la suite d'une fausse manœuvre. Ils sont attaqués, le 6 juin, par l'aviation embarquée sur les USS Enterprise et Hornet, le Mikuma est coulé, et le Mogami, très gravement endommagé. Sans couverture aérienne suffisante, l'attaque de Midway est abandonnée.

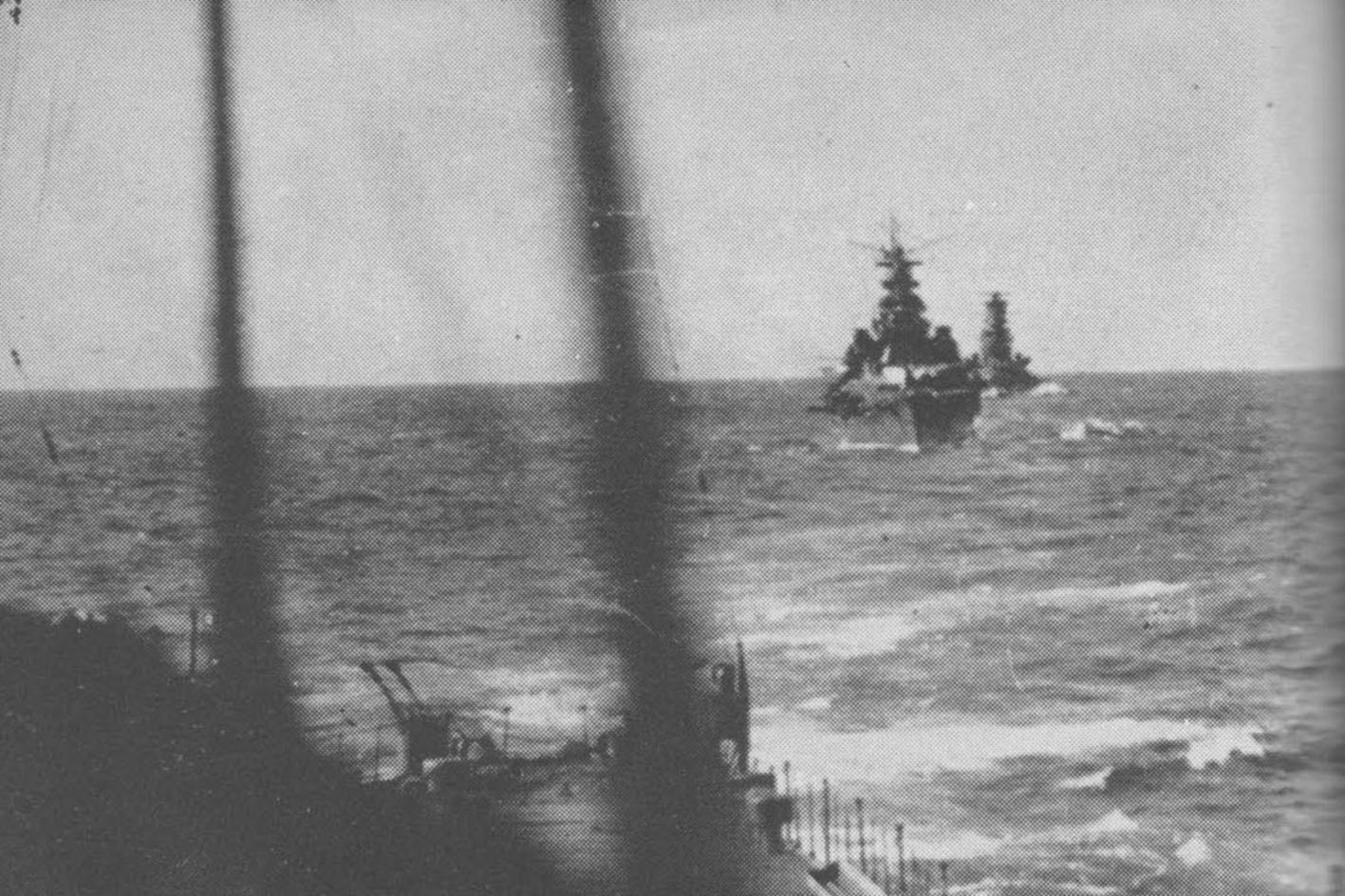
Le croiseur lourd Takao et le cuirassé Kirishima, en route pour Guadalcanal, le 14 novembre 1942 (photo prise du croiseur Atago, navire amiral du vice-amiral Kondō)

Au début d'août 1942, l'épicentre des combats se déplace vers l'archipel des Salomon où les Américains ont débarqué le 7 août (Opération Watchtower), pour contrer la menace que fait peser sur la liaison Hawaï-Australie, hautement stratégique pour les États-Unis, la construction d'un aérodrome sur l'île de Guadalcanal et d'une base d'hydravions à Tulagi sur Florida. La 11e Flotte Aérienne du vice-amiral Tsukahara est alors basée sur Rabaul, où se trouve le Quartier Général de la nouvelle 8e Flotte du vice-amiral Mikawa, centrée sur le Chokai et les quatre croiseurs lourds de la 6e Division de Croiseurs du contre-amiral Gotō, tandis que la 2e Flotte du vice-amiral Kondō et les porte-avions du vice-amiral Nagumo sont basés à Truk, le « Gibraltar du Pacifique », dans les îles Carolines. Au total, la manière de procéder des Japonais, pour leurs forces qui vont essayer de renforcer leurs troupes à Guadalcanal, ou en Nouvelle-Guinée correspond assez à celle des Britanniques pour l'accompagnement des convois de Malte ou de Russie, avec une escorte, assurée par des forces légères, les destroyers du contre-amiral Tanaka assurant la sécurité du “Tokyo Express”, une couverture rapprochée, qui est assurée par les croiseurs du contre-amiral Gotō, ou du contre-amiral Nishimura, voire du vice-amiral Takagi, sous l'égide du vice-amiral Mikawa, commandant la 8e Flotte, et une couverture éloignée, assurée par les grands bâtiments, aux ordres des vice-amiraux Kurita ou Abe, sous l'égide du vice-amiral Kondō, commandant la 2e Flotte, et/ou les porte-avions du vice amiral Nagumo, commandant la 3e Flotte, la 11e Flotte Aérienne fournissant la couverture aérienne de l'ensemble.

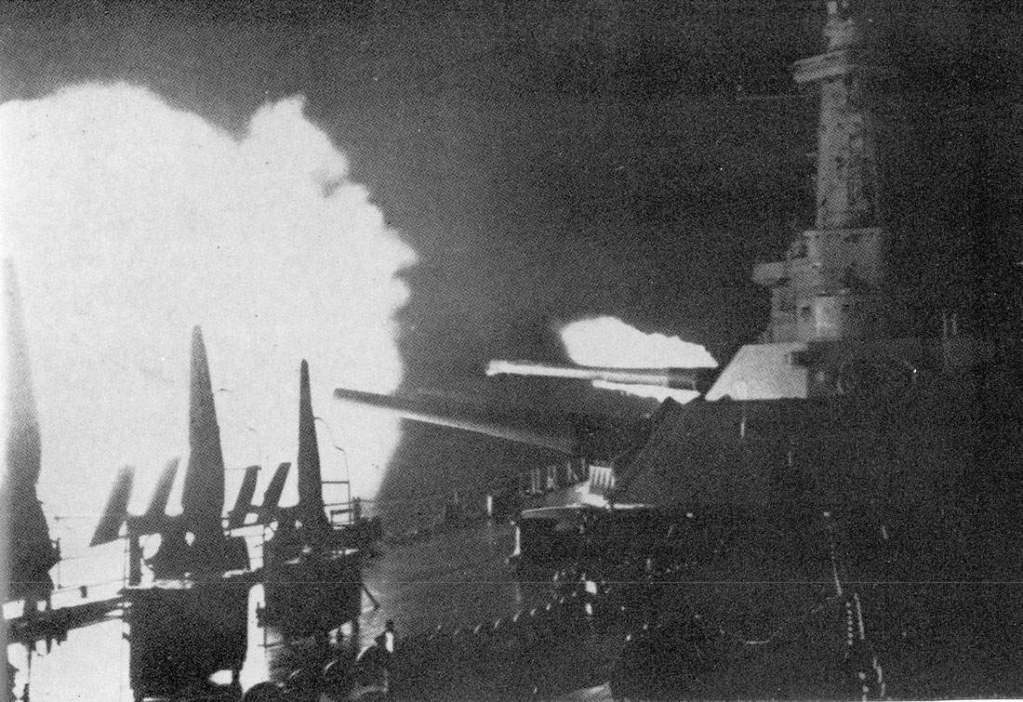
Le cuirassé USS Washington tire sur le Kirishima à 8000 mètres, on remarque l'élévation très faible des canons de 406 mm

En ce qui concerne plus particulièrement le vice amiral Kondō, il emmène la 2e Flotte et la 3e Flotte du vice amiral Nagumo, lors de la bataille des Salomon orientales, fin août. Il participe dans les mêmes conditions, à la bataille des îles Santa Cruz, fin octobre. Le 9 novembre, les deux flottes appareillent de Truk, pour prendre position à l'atoll d'Ontong Java, à 135 nautiques au nord de Guadalcanal. Après l'échec du vice-amiral Abe et la perte du cuirassé rapide Hiei le 12 novembre, à la première bataille navale de Guadacanal, le vice-amiral Kondō, qui vient d'être nommé Commandant-en-Chef adjoint de la Flotte Combinée, emmène personnellement les croiseurs lourds Atago et Takao, le cuirassé rapide Kirishima et les croiseurs légers Sendai et Nagara bombarder Henderson Field. Mais il se heurte aux cuirassés modernes USS Washington et South Dakota et le Kirishima est coulé, dans la nuit du 14 au 15 novembre 1942. Ceci marque le tournant, à la fois de la campagne de Guadalcanal et de la carrière de Nobutake Kondō. Le Commandant-en-Chef de la 2e Flotte ne sera pas relevé de son commandement, comme l'a été le vice-amiral Abe, et conduira encore la 2e Flotte lors de l'opération d'évacuation de Guadalcanal, fin janvier-début février 1943. Il sera promu amiral le 23 avril 1943, quelques jours après la mort de l'amiral Yamamoto, et sera remplacé, en août, par le vice-amiral Kurita à la tête de la 2e Flotte.
Il est conseiller naval du Ministre de la Marine, l'amiral Shimada, d'août à décembre 1943. Il est ensuite Commandant-en-Chef de la Flotte de la Zone de Chine et redevient Conseiller naval du Ministre de la Marine, l'amiral Yonai, en mai 1945. Il est versé dans la réserve en septembre 1945.
Il décède en 1953.